# Venezillo bituberculatus
Venezillo bituberculatus är en kräftdjursart som först beskrevs av Gustav Budde-Lund 1910.  Venezillo bituberculatus ingår i släktet Venezillo och familjen Armadillidae. Inga underarter finns listade i Catalogue of Life.